# Desmodium cordifolium
Desmodium cordifolium är en ärtväxtart som först beskrevs av Hermann August Theodor Harms, och fick sitt nu gällande namn av Anton Karl Schindler. Desmodium cordifolium ingår i släktet Desmodium och familjen ärtväxter. Inga underarter finns listade i Catalogue of Life.